# I. Entusiasmo
I.Entusiasmo es el primer EP de la cantautora chilena Javiera Mena, lanzado en formato digital el 25 de mayo de 2021 en variadas plataformas de streaming a través de MENI.
Este EP fue promocionado en España, Chile, México, Argentina y Perú.

## Lista de canciones
Todas las canciones escritas y compuestas por Javiera Mena. 
| N.º   | Título                    | Duración |  |
| 1.    | «Flashback»               | 3:02     |  |
| 2.    | «Diva» (con Chico Blanco) | 3:26     |  |
| 3.    | «Corazón astral»          | 3:11     |  |
| 4.    | «Dos»                     | 3:54     |  |
| 5.    | «Pasión AKA Ilusión»      | 3:57     |  |
| 17:32 |                           |          |  |

## Videoclips
- Flashback (2020) - YouTube[1]
- Corazón astral (2020) - YouTube[2]
- Diva con Chico Blanco (2021) - YouTube[3]
- Dos (2021) - YouTube[4]
- Pasión AKA Ilusión (2021) - YouTube[5]

## Créditos
- Flashback: Escrita por Javiera Mena, Luis Jiménez y Stefan Storm.

- Diva: Escrita por Pablo Stipicic, Javiera Mena y Pablo Cobo.

- Corazón astral: Escrita por Pablo Stipicic y Javiera Mena.

- Dos: Escrita por Pablo Stipicic, Javiera Mena y Marian Ruzzi.

- Pasión AKA Ilusión: Escrita por Javiera Mena y Pablo Stipicic.

Todas las canciones producidas por Javiera Mena y Pablo Stipicic, excepto (1) por Javiera Mena y Stefan Storm y (2) por Javiera Mena, Chico Blanco y Pablo Stipicic.
 Diseño por: Alejandro Ros.